# Kanton Nolay
Kanton Nolay (francouzsky Canton de Nolay) je francouzský kanton v departementu Côte-d'Or v regionu Burgundsko. Tvoří ho 17 obcí.

## Obce kantonu
- Aubigny-la-Ronce
- Baubigny
- Chassagne-Montrachet
- Cormot-le-Grand
- Corpeau
- Ivry-en-Montagne
- Jours-en-Vaux
- Molinot
- Nolay
- Puligny-Montrachet
- La Rochepot
- Saint-Aubin
- Saint-Romain
- Santenay
- Santosse
- Thury
- Vauchignon